# 1954년 원자력법

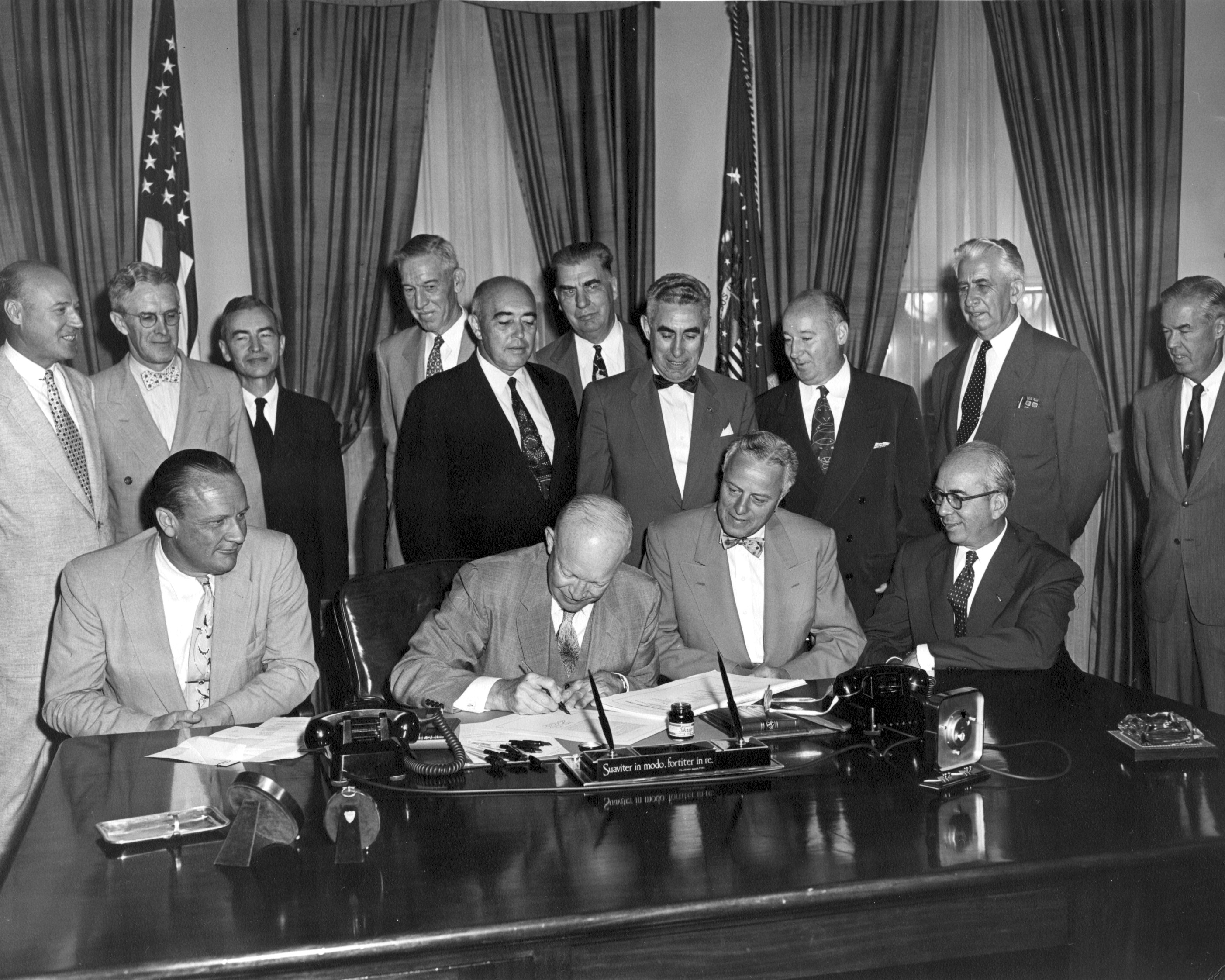
아이젠하워 대통령이 공식 서명식에서 법안에 서명한다.

1954년 원자력법(영어: Atomic Energy Act of 1954)(42 U.S.C. §§ 2011–2021, 2022-2286i, 2296a-2297h-13)은 미국의 핵 물질 및 시설 개발, 규제 및 처리를 다루는 미국 연방 법률이다.
이 법은 1946년 원자력법의 개정판으로, 민간 핵 산업의 가능성에 대한 지원 증대를 포함하여 법의 특정 측면을 실질적으로 개선했다. 특히, 정부가 민간 기업에 핵 에너지 생산 및 핵분열 물질 생산에 대한 기술 정보(제한된 데이터)를 획득할 수 있도록 허용하여, 드와이트 D. 아이젠하워 대통령의 평화를 위한 원자력 프로그램의 일환으로 외국과의 정보 교환을 확대하고, 1946년 법에서 핵 에너지 또는 핵분열 물질 생산을 위한 공정 특허를 불가능하게 만들었던 특정 조항을 폐지했다.
H.R. 9757 법안은 제83차 미국 의회 회기에서 통과되었으며, 드와이트 아이젠하워 대통령이 1954년 8월 30일에 서명하여 법률로 발효되었다.
원자력 규제 위원회는 원자력법을 "민간 및 군사적 핵 물질 사용에 대한 미국의 기본 법률"이라고 설명했다.

## 같이 보기
- 1961년 군비 통제 및 군축법
- 원자력법
- 미국 에너지법
- 부르케 B. 히켄루퍼
- 1978년 핵확산금지법

## 내용주
1. ↑  “Dwight D. Eisenhower: "Statement by the President Upon Signing the Atomic Energy Act of 1954" August 30, 1954”. 《Internet Archive》. U.S. National Archives and Records. 1954년 8월 30일. 776–777쪽.
2. ↑  “H.R. 9757 - Atomic Energy Act of 1954”. P.L. 83-703 ~ 68 Stat. 919. Congress.gov. 1954년 8월 30일.
3. ↑  “NRC: Our Governing Legislation: Atomic Energy Act of 1954, as Amended in NUREG-0980”. U.S. Nuclear Regulatory Commission. 2006년 4월 7일에 확인함.